# Trillion
En trillion er på dansk tallet for en milliard milliarder, dvs. 1018 = 1.000.000.000.000.000.000.
SI-præfikset E for exa angiver en trillion.
I amerikansk terminologi er en trillion lig med en million millioner, som på dansk kaldes en billion. En million millioner er 1012 = 1.000.000.000.000. Tilsvarende vil en dansk trillion blive kaldt en kvintillion på amerikansk. Se også Den lange og den korte skala for store tal.
En logisk huskeregel på det danske tal-system er, at en BI-llion er en dobbelt-million, altså 2 x 6 nuller.
En TRI-llion er en trippel-million, altså 3 x 6 nuller.
En KVADRI-llion er på den måde en firdobbelt-million, altså 4 x 6 nuller og såfremdeles.
|  | Infoboks uden skabelon Denne artikel har en infoboks dannet af en tabel eller tilsvarende. |